# Отари (Оршанський район)
Ота́ри (рос. Отары, марій. Отар) — присілок у складі Оршанського району Марій Ел, Росія. Входить до складу Шулкинського сільського поселення.

## Населення
Населення — 259 осіб (2010; 297 у 2002).
Національний склад (станом на 2002 рік):
- марі — 43 %
- росіяни — 37 %